# Lobocleta longipennata
Lobocleta longipennata là một loài bướm đêm trong họ Geometridae.